# Batalla de Yataytí Corá, 2 de julio de 1866
Batalla de Yataytí Corá, 2 de julio de 1866 es una obra pictórica realizada por Cándido López la cual retrata el escenario de la Batalla de Yataytí Corá de 1866 en Paraguay. La obra  se encuentra en el Museo Nacional de Bellas Artes en Buenos Aires, Argentina.

## Historia
En 1864, Cándido López comenzó a desarrollar el óleo sobre tela Batalla de Yayatí Corá, después de enrolarse en el Batallón de Guardias Nacionales de San Nicolás y ser partícipe de algunos de los combates del ejército. Debido a que podía leer y escribir se convirtió en Teniente 1° y le fue asignado un pelotón; sin embargo, tuvo que rechazar este puesto y convertirse en Teniente 2° porque no sabía usar armas. Durante esta época, cuando no había batallas, tenía tiempo de pintar los paisajes, las batallas y los campamentos militares. Se dirigía a los lugares altos para realizar bocetos. Durante el mismo año de la Batalla de Yatayatí Corá, el artista Cándido López perdió su brazo derecho, después de que una granada estallara en su cuerpo, perdiendo la extremidad y retirándose del Batallón de Guardias Nacionales de San Nicolás por un tiempo indefinido. Cabe destacar que Cándido López produjo esta obra con su mano izquierda, después de lo acontecido en la Batalla de Yatayatí Corá.

## Tema
La composición pictórica de la obra tiene como eje central una de las batallas entre las tropas argentinas y las paraguayas, en el marco de la guerra de la Triple Alianza.
A fines de junio de 1864, el ejército argentino había remontado nuevamente su ejército a un total de 20000 hombres, pero apelando en gran parte a viejos, niños y soldados enfermos o heridos dados de alta. Pese a la gravedad de la situación, la milicia nacional tenía la convicción de derrotar al ejército paraguayo.
La obra relata lo acontecido en la batalla final de la guerra de la Triple Alianza entre argentinos y uruguayos, conocida históricamente como la Batalla de Yatayatí Corá, misma que tuvo una duración de 3 combates segmentados en dos días. El primer combate destaca por el disparo de cohetes que provocó un incendio forestal, provocando la muerte de miles de soldados de ambas tropas; el segundo combate, acontecido el día 11 de julio del año en curso, fue victorioso para el ejército argentino, después de quemar pastizales en territorio paraguayo para impedir el avance territorial de los mismos. El tercer y último combate, fue desarrollado el 11 de julio durante la madrugada, una importante extensión territorial de Paraguay se encontraba oscurecida debido al incendio provocado por el ejército argentino horas antes, la lucha devino en un caos ya que los soldados de ambos bandos disparaban a ciegas hacia el enemigo hiriendo en muchos casos a sus propios compañeros; la acción se decidió en favor de los argentinos, Cuando cesó el combate la mayor parte del campo estaba ardiendo, mientras que muchos soldados y parte importante de la población moría asfixiada por el humo.

## Descripción
El cuadro destaca por figurar la escena bélica de la Batalla de Yataytí Corá, a formato de postal,  Cándido López retrata un paisaje natural en llamas y casi en su totalidad con una gama de color oscura, las figuras humanas son prácticamente imperceptibles y a simple vista se pueden distinguir árboles y pastizal quemado, en el horizonte se observan nubes, cielo y paisaje.
Llama la atención el formato del cuadro,que es horizontal, lo cual le ha permitido figurar con gran detalle acciones simultáneas y múltiples, describiendo los escenarios naturales de los episodios.
La perspectiva y la escena del cuadro se caracteriza por sus  puntos de vista muy elevados que alejan aún más la profundidad de las perspectivas.